# Kangean
Kangean (indonesiano: Pulau Kangean) è un'isola dell'Indonesia.

## Geografia
L'isola di Kangean è l'isola più grande dell'arcipelago omonimo posizionata nel Mar di Giava a circa 120 km a nord dell'isola di Bali e ad est dell'isola di Madura.
Il clima è tropicale umido. L'isola è ricoperta di foreste pluviali tropicali a foglia larga. La lingua principale è il dialetto Kangean parlato da circa 110.000 persone. I centri abitati sono Pabean, Kajuwat, Djukongdjukong e Ardjasa. L'attività economica principale è la produzione ed esportazione di sale, teak e della copra, principalmente verso l'isola di Bali. I collegamenti avvengono tramite regolare trasporto marittimo bisettimanale. Sull'isola è presente un deposito di gas naturale.